# Episodi di Law & Order - Unità vittime speciali (venticinquesima stagione)
La venticinquesima stagione della serie televisiva Law & Order - Unità vittime speciali, composta da 13 episodi, è stata trasmessa in prima visione negli Stati Uniti d'America, dal canale NBC, dal 18 gennaio al 16 maggio 2024.
In Italia la stagione è stata trasmessa in prima visione assoluta su Sky Investigation dal 21 aprile al 14 luglio 2024.
| n. | Titolo originale    | Titolo italiano         | Prima TV USA     | Prima TV Italia |
| -- | ------------------- | ----------------------- | ---------------- | --------------- |
| 1  | Tunnel Blind        | Punto cieco             | 18 gennaio 2024  | 21 aprile 2024  |
| 2  | Truth Embargo       | La morte della verità   | 25 gennaio 2024  | 28 aprile 2024  |
| 3  | The Punch List      | Cose da fare            | 1º febbraio 2024 | 5 maggio 2024   |
| 4  | Duty to Report      | Obbligo di denuncia     | 8 febbraio 2024  | 12 maggio 2024  |
| 5  | Zone Rouge          | Zona rossa              | 22 febbraio 2024 | 19 maggio 2024  |
| 6  | Carousel            | Turismo sessuale        | 29 febbraio 2024 | 26 maggio 2024  |
| 7  | Probability of Doom | Probabilità di sventura | 14 marzo 2024    | 3 giugno 2024   |
| 8  | Third Man Syndrome  | Sindrome del terzo uomo | 21 marzo 2024    | 9 giugno 2024   |
| 9  | Children of Wolves  | Il branco               | 11 aprile 2024   | 16 giugno 2024  |
| 10 | Combat Fatigue      | Ferite di guerra        | 18 aprile 2024   | 23 giugno 2024  |
| 11 | Prima Nocta         | Ius Primae Noctis       | 2 maggio 2024    | 30 giugno 2024  |
| 12 | Marauder            | I conti con il passato  | 9 maggio 2024    | 7 luglio 2024   |
| 13 | Duty to Hope        | Il dovere di sperare    | 16 maggio 2024   | 14 luglio 2024  |

## Punto cieco
- Titolo originale: Tunnel Blind
- Diretto da: Norberto Barba
- Scritto da: David Graziano e Julie Martin

### Trama
Mentre la squadra festeggia la nascita del figlio di Rollins e Carisi, una ragazzina scompare in pieno giorno.
- Guest star: Charlotte Cabell & Vivian Cabell (Jesse Rollins).

## La morte della verità
- Titolo originale: Truth Embargo
- Diretto da: Jean de Segonzac
- Scritto da: Brendan Feeney e Nicholas Evangelista

### Trama
Benson collabora con l'FBI su un caso irrisolto, mentre Tutuola e Velasco indagano su una rapina con flash mob che si trasforma in una violenza sessuale di gruppo.

## Cose da fare
- Titolo originale: The Punch List
- Diretto da: Norberto Barba
- Scritto da: David Graziano e Gabriel Vallejo

### Trama
L'Unità vittime speciali aiuta un uomo a convivere con la sua condizione di vittima. Benson cerca di sostenere la famiglia di una vittima quando la tragedia colpisce due volte.

## Obbligo di denuncia
- Titolo originale: Duty to Report
- Diretto da: Juan José Campanella
- Scritto da: Kathy Dobie e Candice Sanchez McFarlane

### Trama
Quando la figlia del capo McGrath rivela di aver subito una violenza sessuale, Benson deve bilanciare le complessità delle indagini con le azioni impulsive di McGrath.

## Zona rossa
- Titolo originale: Zone Rouge
- Diretto da: Bethany Rooney
- Scritto da: David Graziano e Julie Martin

### Trama
Un messaggio in codice dà all'Unità vittime speciali una nuova pista per trovare la vittima di rapimento Maddie Flynn. Benson cerca di aiutare un agente federale quando il caso lo tocca troppo da vicino. Il capitano Curry cerca di fare ammenda con Fin.

## Turismo sessuale
- Titolo originale: Carousel
- Diretto da: Michael Smith
- Scritto da: Brendan Feeney e Michael Carnes

### Trama
Per identificare l'aggressore di una donna, l'Unità vittime speciali deve rintracciare un tizio misterioso che prende di mira i turisti che soggiornano negli ostelli.

## Probabilità di sventura
- Titolo originale: Probability of Doom
- Diretto da: Martha Mitchell
- Scritto da: David Graziano e Nicholas Evangelista

### Trama
Un caso inizialmente semplice, nel quale una donna denuncia il marito per possesso di materiale pedopornografico, diventa improvvisamente complicato a causa di una morte improvvisa. Nel frattempo, Benson cerca di ricontattare una vittima che aveva salvato.

## Sindrome del terzo uomo
- Titolo originale: Third Man Syndrome
- Diretto da: Norberto Barba
- Scritto da: Kathy Dobie e Candice Sanchez McFarlane

### Trama
Una brutale aggressione in strada porta Carisi a perseguire accuse di crimini d'odio. Benson deve incoraggiare un testimone costretto a stare in casa e troppo spaventato per parlare.

## Il branco
- Titolo originale: Children of Wolves
- Diretto da: Mariska Hargitay
- Scritto da: David Graziano e Julie Martin

### Trama
Un adolescente viene trovato privo di sensi nel parco, portando a un'indagine su un gruppo di persone scomparse. Benson deve aiutare Noah a fare i conti con il passato quando mette in dubbio le origini della sua nascita.

## Ferite di guerra
- Titolo originale: Combat Fatigue
- Diretto da: Michael Smith
- Scritto da: David Graziano e Julie Martin

### Trama
La squadra si innervosisce mentre Carisi attende il verdetto sul caso del rapimento di Maddie. Benson cerca di aiutare la famiglia Flynn a rimettere insieme i pezzi della loro vita spezzata.

## Ius Primae Noctis
- Titolo originale: Prima Nocta
- Diretto da: Jean de Segonzac
- Scritto da: David Graziano e Julie Martin

### Trama
Una sposa in fuga chiede aiuto all'Unità vittime speciali il giorno del suo matrimonio. Rollins interviene nel suo giorno libero.
- Guest star: Kelli Giddish (Amanda Rollins), Charlotte Cabell & Vivian Cabell (Jesse Rollins).

## I conti con il passato
- Titolo originale: Marauder
- Diretto da: Juan José Campanella
- Scritto da: Gabriel Vallejo (sceneggiatura), Greg Contaldi (sceneggiatura) e Brendan Feeney (soggetto)

### Trama
L'agente Sykes fatica ad affrontare l'anniversario della scomparsa di sua sorella. Benson spera che un caso irrisolto da Manhattan possa aiutarla a chiudere la questione.

## Il dovere di sperare
- Titolo originale: Duty to Hope
- Diretto da: Norberto Barba
- Scritto da: David Graziano e Julie Martin

### Trama
L'Unità vittime speciali cerca di trovare un aggressore prima che i suoi crimini si trasformino in omicidio. Fin deve vedersela con il figlio offeso di un sospettato. Carisi è sotto pressione affinché il caso venga chiuso rapidamente per alleviare le preoccupazioni dell'opinione pubblica.